# Dag Bjørndalen
Dag Bjørndalen (Drammen, 2 de abril de 1970) es un deportista noruego que compitió en biatlón. Es hermano del biatleta Ole Einar Bjørndalen.
Participó en los Juegos Olímpicos de Nagano 1998, obteniendo una medalla de plata en la prueba de relevos. Ganó tres medallas en el Campeonato Mundial de Biatlón entre los años 1995 y 1999, y una medalla de plata en el Campeonato Europeo de Biatlón de 2004.

## Palmarés internacional
| Juegos Olímpicos   | Juegos Olímpicos        | Juegos Olímpicos  | Juegos Olímpicos |
| Año                | Lugar                   | Medalla           | Prueba           |
| ------------------ | ----------------------- | ----------------- | ---------------- |
| 1998               | Nagano (Japón)          | Medalla de plata  | Relevo           |
| Campeonato Mundial |                         |                   |                  |
| Año                | Lugar                   | Medalla           | Prueba           |
| 1995               | Antholz (Italia)        | Medalla de oro    | Relevo           |
| 1997               | Osrblie (Eslovaquia)    | Medalla de plata  | Relevo           |
| 1999               | Kontiolahti (Finlandia) | Medalla de bronce | Relevo           |
| Campeonato Europeo |                         |                   |                  |
| Año                | Lugar                   | Medalla           | Prueba           |
| 2004               | Minsk (Bielorrusia)     | Medalla de plata  | Relevo           |